# Scharans
Scharans (rätoromanisch Scharons) ist eine politische Gemeinde in der Region Viamala des Kantons Graubünden in der Schweiz.

## Geographie

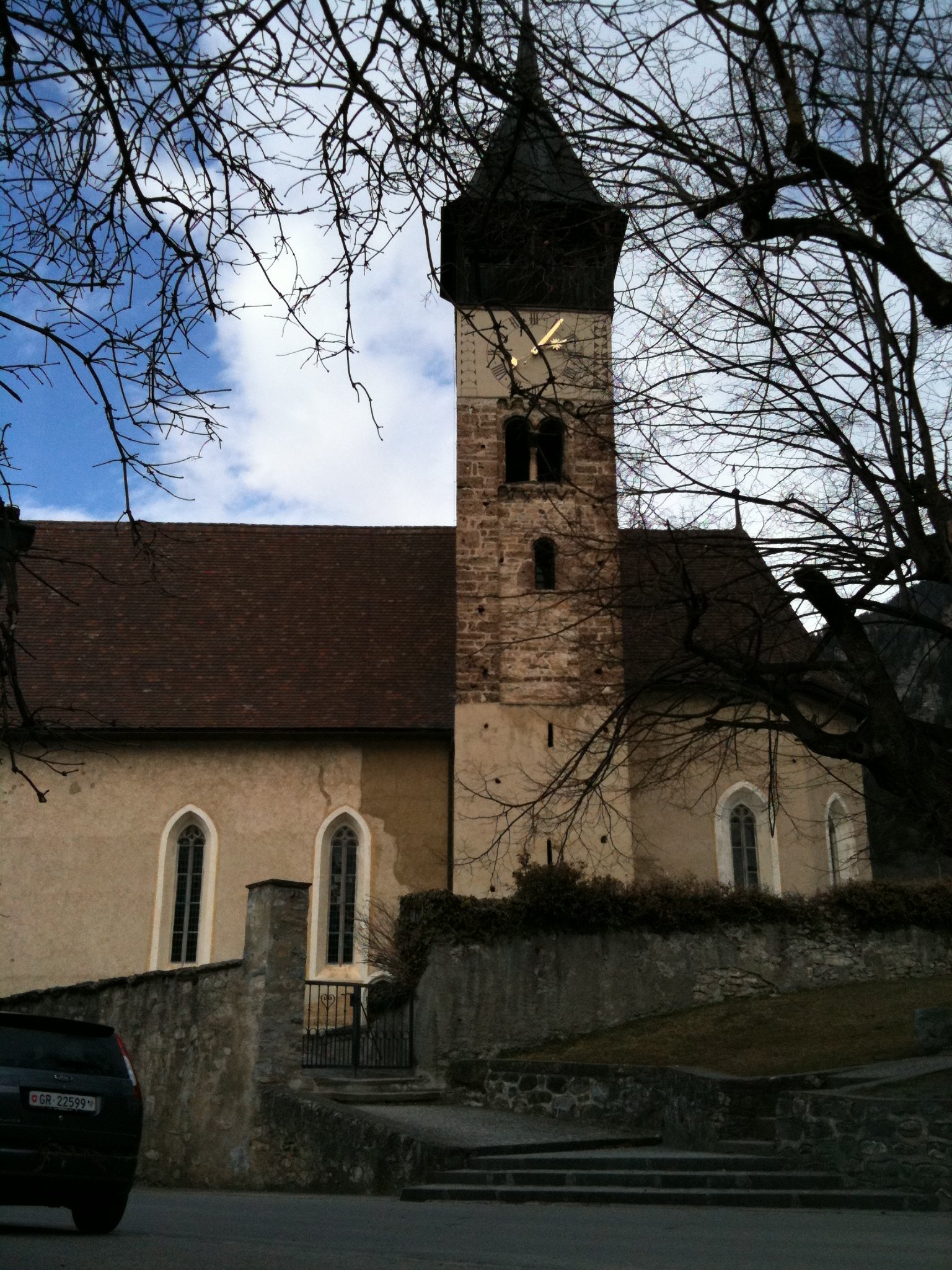
Kirche Scharans

Nachbargemeinden von Scharans sind Sils im Domleschg, Fürstenau, Domleschg und Vaz/Obervaz. Neben dem Dorf selbst gehören zu Scharans die Fraktionen Parnegl (dt. Parnell), Prin (836 m), Stufels und St. Agatha. Weiter gehört auch die Alp Danis zur Gemeinde. Der markanteste Berg auf Gemeindegebiet ist der Piz Scalottas (2323 m).

## Geschichte
In Scharans wurden Siedlungsfunde aus Bronze- und Eisenzeit gemacht. Eine ehemalige Burgstelle steht in Verbindung mit dem bischöflichen Grosshof. Um 1200 wurde agrum Schraunis, rätoromanisch Scharons erwähnt.

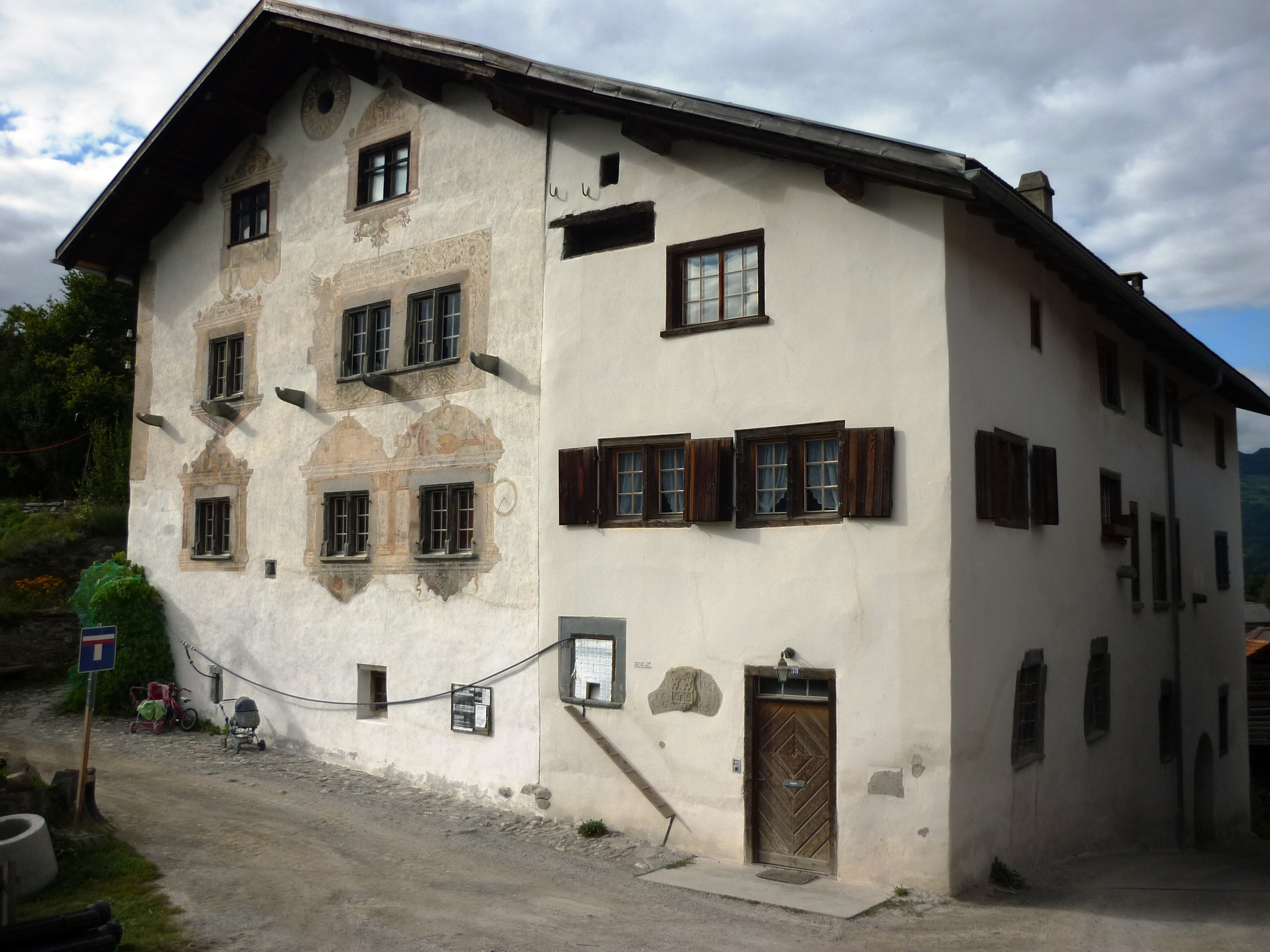
Haus Gees mit Malereien von Hans Ardüser.

Luftbild aus 2000 m von Walter Mittelholzer (1925)

Scharans war um 1250 zu Fuhrleistungen verpflichtet, am alten Schinweg Richtung Obervaz und Julierpass und Septimerpass befand sich eine Zollstätte. Eine eigene Pfarrei wurde 1410 erwähnt, das Marienpatrozinium 1451. Die Reformation wurde zwischen 1525 und 1530 unter Einfluss des Reformators Philipp Gallicius eingeführt. Von 1618 bis 1620 wirkte Jörg Jenatsch als reformierter Pfarrer in Scharans. 1709 wurden die letzten bischöflichen Herrschaftsrechte ausgekauft. Bis 1851 gehörte Scharans zur Gerichtsgemeinde Fürstenau. 1873 wurde der Fahrweg zur Talstrasse ausgebaut.

## Wappen
| Wappen von Scharans | Blasonierung: «Gespalten von Silber (Weiss) und Schwarz, in Silber drei grüne Lindenblätter»                                                                                       |
| Wappen von Scharans | Der von Silber und Schwarz gespaltene Schild erinnert an Ulrich von Marmels und sein Wirken in Scharans, während die Lindenblätter für die mächtige Linde neben der Kirche stehen. |

## Bevölkerung
| Bevölkerungsentwicklung | Bevölkerungsentwicklung | Bevölkerungsentwicklung | Bevölkerungsentwicklung | Bevölkerungsentwicklung | Bevölkerungsentwicklung | Bevölkerungsentwicklung | Bevölkerungsentwicklung | Bevölkerungsentwicklung | Bevölkerungsentwicklung | Bevölkerungsentwicklung |
| ----------------------- | ----------------------- | ----------------------- | ----------------------- | ----------------------- | ----------------------- | ----------------------- | ----------------------- | ----------------------- | ----------------------- | ----------------------- |
| Jahr                    | 1803                    | 1850                    | 1900                    | 1950                    | 1980                    | 1990                    | 2000                    | 2005                    | 2016                    | 2020                    |
| Einwohner               | 336                     | 416                     | 439                     | 480                     | 586                     | 702                     | 817                     | 825                     | 818                     | 796                     |

### Sprachen
Ursprünglich sprach die Bevölkerung Sutselvisch, eine Mundart des Bündnerromanischen. Bereits im 19. Jahrhundert setzte ein Rückgang dieser Sprache ein. Dennoch sprachen 1880 70 % und 1910 59 % der Einwohnerschaft Romanisch. In der Zwischenkriegszeit erfolgte der Sprachwechsel zum Deutschen. 1941 gaben bloss noch 30 % Romanisch als ihre Sprache an. Danach kam es zu einem raschen Niedergang des Romanischen bis 1970 (11 % Romanischsprachige). Dieser konnte für ein Jahrzehnt gebremst werden. Doch seit 1990 ist die Gemeinde beinahe einsprachig, wie folgende Tabelle belegt:
| Sprachen in Scharans |                   |                   |                   |                   |                   |                   |
| Sprachen             | Volkszählung 1980 | Volkszählung 1980 | Volkszählung 1990 | Volkszählung 1990 | Volkszählung 2000 | Volkszählung 2000 |
| Sprachen             | Anzahl            | Anteil            | Anzahl            | Anteil            | Anzahl            | Anteil            |
| Deutsch              | 484               | 82,59 %           | 628               | 89,46 %           | 782               | 95,72 %           |
| Rätoromanisch        | 69                | 11,77 %           | 22                | 3,13 %            | 17                | 2,08 %            |
| Italienisch          | 14                | 2,39 %            | 18                | 2,56 %            | 7                 | 0,86 %            |
| Einwohner            | 586               | 100 %             | 702               | 100 %             | 817               | 100 %             |

Deutsch ist heute einzige Behördensprache in Scharans. 5 % der Bewohner verstehen Romanisch.

### Herkunft und Nationalität
Von den Ende 2005 825 Bewohnern waren 791 Schweizer Staatsangehörige.

## Persönlichkeiten
- Bernardo da Poschiavo (* um 1475 in Scharans ?; † nach 1522), Baumeister[6]
- Philipp Gallicius (1504–1566), Reformierter Pfarrer, Reformator und Liederdichter, um 1530 in Scharans
- Jörg Jenatsch (1596–1639), Bündner Politiker und Heerführer, Prädikant 1617–1618 und evangelischer Pfarrer 1628–1630 in Scharans
- Florian Cajori (1859–1930), schweizerisch-US-amerikanischer Mathematiker und Mathematikhistoriker
- Linard Bardill (* 1956), Liedermacher und Schriftsteller

## Sehenswürdigkeiten

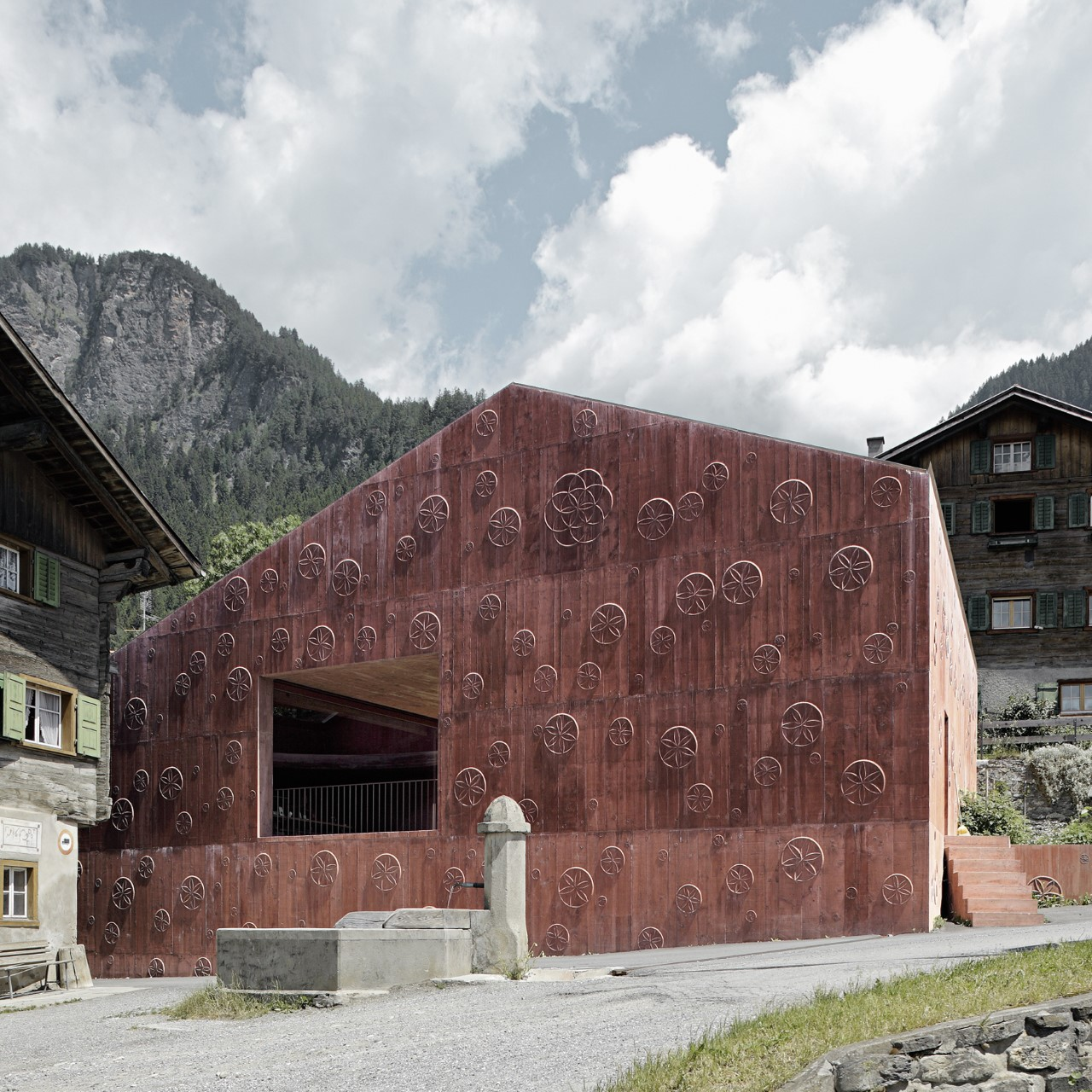
Atelier Bardill

- Die denkmalgeschützte reformierte Dorfkirche wurde 1490 vom Kärntner Baumeister Andreas Bühler erbaut.
- Das Haus Gees wurde 1420 an der Stelle eines bischöflichen Meierhofs erbaut. Die Fassadenmalereien aus dem Jahre 1602 stammen von Hans Ardüser.
- Das Atelier Bardill, 2007, von Valerio Olgiati[7]
- Behindertenwohnheim Scalottas, 2006, Architekt: Corinna Menn[8]
- Gebäudekomplex Nrn. 36–38[9]